# Empoasca schima
Empoasca schima är en insektsart som beskrevs av Thapa 1985. Empoasca schima ingår i släktet Empoasca och familjen dvärgstritar. Inga underarter finns listade i Catalogue of Life.